# Dolînne (Bahciîsarai)
Dolînne (în ucraineană Долинне) este localitatea de reședință a comunei Dolînne din raionul Bahciîsarai, Republica Autonomă Crimeea, Ucraina.

## Demografie
Componența lingvistică a localității Dolînne
     Rusă (60,43%)
     Tătară crimeeană (25,98%)
     Ucraineană (11,62%)
     Alte limbi (0,78%)
Conform recensământului din 2001, majoritatea populației localității Dolînne era vorbitoare de rusă (60,43%), existând în minoritate și vorbitori de tătară crimeeană (25,98%) și ucraineană (11,62%).